# Ursel
Pour l’article homonyme, voir Maison d'Ursel.
Ursel est une section de la commune belge d'Aalter située en Région flamande dans la province de Flandre-Orientale.
C'était une commune à part entière avant sa fusion avec Knesselare en 1977.

## Démographie

### Évolution démographique
- Sources : INS, Rem. : 1831 jusqu'en 1970 = recensements, 1976 = nombre d'habitants au 31 décembre[1].